# Borislav Dević
Borislav Dević (en serbio: Борислав Девић; Ravni Kotari, 9 de enero de 1963–Sídney, 8 de enero de 2023) fue un atleta serbio especialista en carreras de media distancia y maratón que participó en Atlanta 1996.

## Biografía
Se especializó en la prueba de 1500 metros, siendo uno de los más competitivos en las pruebas de medio fondo de RS de Croacia, participando en las Universiadas de 1987 en Zagreb. Con la disolución de Yugoslavia se mudó a Sarajevo por corto tiempo hasta mudarse a Belgrado y de ahí a Estados Unidos a vivir lejos de sus padres.
Participaría en la maratón de Atlanta 1996 donde finalizaría en el lugar 49 entre 111 participantes con un tiempo de 2:21:22. Al año siguiente participaría en la Maratón de Belgrado finalizando en séptimo lugar con un tiempo de 2:16:01.
Tras el Bombardeo de la OTAN sobre Yugoslavia se mudaría a Australia, donde un director de cine de Japón planeó hacer un documental sobre la vida de Devic.